# Pseudepidalea turanensis
Pseudepidalea turanensis är en groddjursart som först beskrevs av Hemmer, Schmidtler och Böhme 1978.  Pseudepidalea turanensis ingår i släktet Pseudepidalea och familjen paddor. IUCN kategoriserar arten globalt som livskraftig. Inga underarter finns listade i Catalogue of Life.